# Las Tres Marías
Las Tres Marías — афро-эквадорское музыкальное трио.

## История
Группа Las Tres Marías состояла из сестёр, Розы, Глории и Марии Магдалены Павон, известных своей способностью исполнять музыкальные композиции, имитирующие звуки труб, барабанов и корнетов. Они делали это как а-капелла, так и с природными материалами — листьями, корнями, фруктами, стволами, шкурами и тыквами. Они более 60 лет гастролировали по Эквадору, давая публике возможность потанцевать под традиционную музыку долины Чота.
Сёстры родились в общине Чалгуаяку (Эль-Хункал), расположенной в Пимампиро-Имбабуре, и происходили из семьи музыкантов. Трио начало петь на фестивале в Эль-Хункале, и со временем они стали сочетать это искусство с повседневной деятельностью, которой зарабатывали на жизнь. Розита, Глория и Магдалена Павон — акушерка, фермер и целительница — жили в глинобитном доме в районе Чалгуаяку, кантон Пимампиро, провинция Имбабура.
Мария Магдалена Павон умерла в Ибарре 14 сентября 2018 года в возрасте 77 лет.

## Награды и отличия
- Las Tres Marías были признаны Министерством культуры и наследия Живым наследием Эквадора[6].
- Национальный институт культурного наследия (INPC) признал их в категории «Носители знаний» за вклад в укрепление и сохранение нематериального культурного наследия Эквадора[4].
- Las Tres Marías — часть проекта Taitas y Mamas, объединяющего икон эквадорской музыки[7].
- На межкультурном фестивале, проходившем в Кали, Колумбия, в 2009 году «были тысячи людей, которые встали и аплодировали [Las Tres Marías] более пяти минут»[8].